# Nika Kozamernik
Nika Kozamernik, slovenska plavalka, * 17. marec 1986, Kranj, Slovenija.

## Biografija
Z družino se je kmalu po rojstvu preselila v Radovljico, kjer je obiskovala OŠ A.T. Linharta in pričela trenirati plavanje v Plavalnem klubu Radovljica. Njen trener je bil Miha Potočnik. Šolanje je nadaljevala na Gimnaziji Kranj, kjer je leta 2005 maturirala. Leta 2011 je diplomirala iz mednarodnih odnosov na Fakulteti za družbene vede Univerze v Ljubljani. Drugi letnik je obiskovala na Univerzi v Bernu v Švici. Leta 2008 se je z družino preselila v Kranj in plavanje nadaljevala pri trenerju Igorju Veličkoviču v Kranjskem plavalnem društvu Zvezda. Podiplomski (magistrski) študij diplomacije nadaljuje na isti fakulteti. Nika je ena najuspešnejših daljinskih plavalk, ki je v tem športu prisotna že od leta 2001 in od leta 2002 je stalna reprezentantka Republike Slovenije.

## Plavalna kariera

### Svetovna prvenstva
- 2004 Dubaj 13. mesto 25km, 16. mesto 5km
- 2006 Neapelj 9. mesto 25km, 13. mesto 5km
- 2007 Melbourne 9. mesto 5km, 18. mesto 10km
- 2008 Sevilla 23. mesto 5km
- 2009 Rim 17. mesto 10km, 23. mesto 5km

### Svetovni pokali
- 2005 Dubaj 4. mesto 10km
- 2006 London 6. mesto 10km
- 2008 Dubaj 14. mesto 10km
- 2009 Annecy 12. mesto 10km
- 2011 Santos 24. mesto 10km

### Evropski pokali
- 2009 3. mesto v skupnem seštevku LEN Evropskega pokala

### Univerzijade
- 2007 Bangkok 11. mesto 1500 prosto
- 2009 Beograd 13. mesto 1500 prosto, 18. mesto 800 prosto

### Državna prvenstva
- 2003-2010 11x državna prvakinja na 5 in 10km